# Ghostforce
Ghostforce è una serie televisiva animata creata da Jeremy Zag, trasmessa in anteprima su TFOU in Francia il 21 agosto 2021. La serie è concessa in licenza da Disney per la distribuzione internazionale; negli Stati Uniti, è stata trasmessa in anteprima su Disney XD il 4 ottobre 2021, prima di debuttare su Disney Channel l'8 novembre.
La prima stagione della serie è composta da 56 episodi, 52 episodi da 11 minuti e 4 episodi da 22 minuti. Nel 2022 è stato annunciata lo sviluppo di un adattamento cinematografico live-action, prodotto da 1492 Pictures e Cross Creek Pictures.

## Premessa
A New York City, tre ragazzi delle scuole medie lavorano in una squadra di supereroi conosciuta come Ghost Force, che deve proteggere la città dai fantasmi invisibili all'occhio umano. Questi fantasmi usano la paura come carburante per aumentare il loro potere e la loro capacità di influenzare il mondo che li circonda. I fantasmi hanno una forma base e una forma potenziata, ottenibile unendosi a specifici oggetti oppure quando assorbono abbastanza paura. Quando un fantasma viene sconfitto, la Ghostforce usa i contenitori Technoghost per contenerlo. Una volta contenuto il fantasma, i danni da lui causati vengono riparati.

## Personaggi

### Ghostforce
- Andrew "Andy" Baker (doppiato da Enzo Ratsito nella versione francese, Jordan Quisno nel doppiaggio inglese) è uno dei protagonisti principali di Ghostforce ; fa la sua prima apparizione nell'episodio "Bananice". È uno studente della classe del professor Pascal presso la scuola di New York a Manhattan, New York, nonostante sia il più grande dei tre, il che suggerisce che sia stato bocciato di un anno. Sebbene sia un incredibile e talentuoso aspirante giocatore di basket, spesso è un pigro studente poco produttivo. Utilizzando il potere del suo Ectocap, Andy si trasforma nel supereroe Fury the Leader, ottenendo poteri basati sulla melma per fermare i fantasmi paranormali che terrorizzano la città.
  - Dragoyle è un fantasma simile a un drago / gargoyle che risiede nel Boo Cap di Fury.
- Michael "Mike" Collins Jr. (doppiato da Hervé Grull nella versione francese, Ogie Banks nel doppiaggio inglese) è uno dei protagonisti principali di Ghostforce, ha fatto il suo debutto nell'episodio "Bananice". È lo studente più giovane della classe del professor Pascal alla scuola di New York, a Manhattan, New York, perché ha saltato una classe. Ha un grande interesse per la scienza. Utilizzando il potere del suo Ectocap, Mike si trasforma nel supereroe Krush il Difensore, ottenendo il potere di creare ghiaccio per fermare i fantasmi paranormali che terrorizzano la città.
  - Growmax è un fantasma a forma di cubetto di ghiaccio che risiede nel Boo Cap di Krush.
- Olivia "Liv" Baker (doppiata da Laure Filiu nella versione francese, Cassandra Lee Morris nel doppiaggio inglese) è una delle protagoniste principali di Ghostforce ; la sua prima apparizione avviene nell'episodio "Bananice". È una studentessa della classe del professor Pascal presso la scuola di New York a Manhattan, New York, ed è la sorella minore di Andy. Liv è troppo interessata allo studio del paranormale e ai fantasmi. Utilizzando il potere del suo Ectocap, Liv si trasforma nella supereroina Myst the Tactician, ottenendo il potere di creare portali per fermare i fantasmi paranormali che terrorizzano la città.
  - Octocat è un fantasma simile a un polipo/gatto che risiede nel Boo Cap di Myst.
- Glowboo (doppiato da Emmanuel Garijo nella versione francese, da Cedric Williams in quella inglese) è l'androide membro dei Ghostforce, che ha fatto il suo debutto nell'episodio "Raijin".
- La signorina Jones (doppiata da Marie Diot nella versione francese, Tara Sands in quella inglese) è un'insegnante di scienze in una scuola di New York senza nome; la sua prima apparizione è nell'episodio "Bananice". È la mentore semi-fantasma della Ghostforce e la creatrice di Glowboo.
  - Glups è il fantasma domestico della signorina Jones.

### Personaggi di supporto
- Jay Baker (doppiato da Fred Colas nella versione francese, da Nick Hudson Murdoch in quella inglese) è il padre di Andy e Liv ed è un regista e operatore di ripresa .
- Melissa Baker (doppiata da Marie Diot nella versione francese) è la madre di Andy e Liv, una regista.
- Michael Collins Sr. (doppiato da Emmanuel Garijo nella versione francese, Ogie Banks nel doppiaggio inglese) è il padre di Mike, un ricco giocatore di basket. Sebbene ami suo figlio, spesso lo incoraggia a diventare un giocatore di basket come lui e può spesso trascurarlo a causa delle sue opportunità di business.
- Il professor Pascal (doppiato da Fred Colas nella versione francese, da Nick Hudson Murdock in quella inglese) è un insegnante di una scuola di New York senza nome che lavora come insegnante di chimica, di storia e di biologia .
  - Asta è il cane del professor Pascal.
- Il signor Boris Vladovsky (doppiato da Emmanuel Garijo nella versione francese, da Nick Hudson Murdock in quella inglese) è il severo preside di una scuola di New York di cui non viene specificato il nome.
- Drake Miller (doppiato da Fred Colas nella versione francese, da Cedric Williams in quella inglese) è uno studente di una scuola di New York City di cui non viene specificato il nome e un giocatore professionista di basket, rivale di Andy.
  - Bobby (doppiato da Emmanuel Garijo nella versione francese) è il fedele conoscente di Drake.
- Charlie (doppiata da Marie Diot nella versione francese) è una studentessa asiatico-americana della scuola senza nome di New York City, fan sfegatata della Ghostforce, in particolare di Krush. È l'interesse amoroso di Mike.
- Jane e Stacy (entrambe doppiate da Laure Filiu nella versione francese) sono studentesse di una scuola di New York City il cui nome non è specificato e sono anche cheerleader. Sebbene si comportino come ragazze cattive e antagoniste, Jane spesso nasconde i suoi interessi particolari a Stacy, che non riesce ad accettare che a Jane piacciano cose diverse.
- Marlo (doppiato da Emmanuel Garijo nella versione francese) è uno studente afroamericano che frequenta una scuola di New York senza nome e che si comporta in modo tranquillo. Lui è l'interesse amoroso di Liv.
- Carla (doppiata da Marie Diot nella versione francese) è una studentessa curiosa e dallo spirito libero che frequenta una scuola di New York senza nome ed è l'interesse amoroso di Andy. È apparsa per la prima volta nell'episodio "Bananice" come personaggio di sfondo. Carla non ama molto Andy, ma è comunque una sua cara amica.
- Rajat (doppiato da Emmanuel Garijo nella versione francese) è uno studente indo-americano della scuola senza nome di New York e il membro più intelligente della classe del professor Pascal, la cui intelligenza rivaleggia con quella di Mike.
- Tim Callaghan (doppiato da Fred Colas nella versione francese) è un tenente di polizia eccessivamente drammatico e sicuro di sé che spesso aiuta i cittadini in difficoltà anche quando sono attaccati dai fantasmi.
- Serge Lightman (doppiato da Emmanuel Garijo nella versione francese) è una star del cinema che sta attualmente girando il film di supereroi che i Baker stanno producendo, intitolato Solar-Man, dove interpreta il personaggio principale.
- Nolan Kasenti (doppiato da Fred Colas nella versione francese, Christopher Corey Smith in quella inglese) è un uomo d'affari potente ma misterioso che dà la caccia alla signorina Jones.

## Doppiaggio
Presso lo studio di doppiaggio Dubbing Brothers International Italia, Cecilia Gonnelli traduce la sceneggiatura e i dialoghi per il doppiaggio, mentre Teo Bellia (tranne gli episodi 8 e 13), Perla Liberatori (solo l'episodio 8) e Francesca Lucchese (solo l'episodio 13) dirigono i dialoghi.
| Personaggio        | Doppiatori inglesi      | Doppiatori originali in Francia | Doppiatore italiano                                     |
| ------------------ | ----------------------- | ------------------------------- | ------------------------------------------------------- |
| Andy Baker/Fury    | Jordan Quisno           | Enzo Ratsito                    | Manuel Meli Alessio De Filippis (Episode 21)            |
| Mike Collins/Krush | Ogie Banks              | Hervé Grull                     | Lorenzo Crisci Federico Zanandrea (Episode 17)          |
| Liv Baker/Myst     | Cassandra Lee Morris    | Laure Filiu                     | Sara Imbriani                                           |
| La signora Jones   | Tara Sands              | Marie Diot                      | Monica Vulcano                                          |
| Glowboo            | Cedric L. Williams      | Emmanuel Garijo                 | Fabrizio Vidale                                         |
| Drake Miller       | Cedric L. Williams      | Frédéric Colasberna             | Adriano Venditti                                        |
| Stacy              |                         | Laure Filiu                     | Elisa Giorgio                                           |
| Jane               |                         | Laure Filiu                     | Patrizia Mottola Giulia Catania (Ep. 5)                 |
| Bobby              |                         | Emmanuel Garijo                 | Arturo Valli                                            |
| Alice Spancer      | Lisa Ward               |                                 | Esther Elisha                                           |
| Marlo              |                         | Emmanuel Garijo                 | Fabrizio De Flaviis                                     |
| Rajat              |                         | Emmanuel Garijo                 | Renato Novara                                           |
| Carla              |                         | Marie Diot                      | Emanuela Ionica                                         |
| Tim Challangham    |                         | Emmanuel Garijo                 | Riccardo Lombardo                                       |
| Serge Lightman     |                         | Emmanuel Garijo                 | Davide Albano                                           |
| Charlie            |                         | Marie Diot                      | Elena Perino                                            |
| Michael Collins    | Ogie Banks              | Emmanuel Garijo                 | Alessio Cigliano                                        |
| Jay Baker          | Nick Hudson Murdoch     | Frédéric Colasberna             | Luca Ghignone (Ep. 1-30) Claudio Moneta (Ep. 31-avanti) |
| Professor Pasquale | Nick Hudson Murdoch     | Frédéric Colasberna             | Paolo Marchese                                          |
| Roland             | Nick Hudson Murdoch     | Emmanuel Garijo                 | Oreste Baldini                                          |
| Signor Vladovsky   | Nick Hudson Murdoch     | Emmanuel Garijo                 | Saverio Indrio                                          |
| Melissa Baker      |                         | Marie Diot                      | Monica Ward                                             |
| Nolan Kasenti      | Christopher Corey Smith | Frédéric Colasberna             | Patrizio Prata                                          |
| Mark               |                         |                                 | Alessio Celsa                                           |